# Oriveden Opisto
Oriveden Opisto är en folkhögskola i Orivesi i Finland. Den grundades 1909. Sedan 1995 är folkhögskolan en del av KVS-institutet.